# Moshe Shem Tov
Moshe Shem Tov (em hebraico:  משה שם טוב, Bulgária, 30 de abril de 1924 – Bat Yam, 25 de dezembro de 2005) era um ativista surdo. Ele foi o presidente da Associação dos Surdos em Israel (Acha) de 1972 a 1989. Foi o primeiro presidente a aprovar cursos de liderança para jovens surdos e os treinou em colaboração com o Ministério do Trabalho e Serviços Sociais e a Fundação Hanns Seidel, para serem a próxima geração de líderes da Acha. 
Shem Tov imigrou para Israel em 31 de julho de 1948, quando tinha 24 anos. Sua surdez não o impediu de adquirir o idioma hebraico. Após sua aposentadoria da gestão da Acha, surdos continuaram a procurar seu local de trabalho, e ele os ajudava durante seu horário comercial. Ele também foi membro do comitê Acha que selecionou pessoas surdas para aprender o ensino da língua de sinais.

## Shem Tov e a Comunidade Surda
Quando Shem Tov era o presidente da Acha, as opções de mídia eram mais limitadas. Não havia legendas na televisão em Israel, que tinha um único canal. Fax, internet e smartphones não existiam, e os documentos eram escritos em uma máquina de escrever. A falta de opções de comunicação não impediu Shem Tov de manter uma comunicação contínua com a Organização Mundial dos Surdos Judeus, e ele também representava a Acha como um membro válido da Federação Mundial de Surdos.
De 19 a 23 de março de 1973, o hotel Pan American em Bat Yam sediou a Quarta Conferência Internacional sobre Problemas de Surdez, que foi organizada pela Acha com o patrocínio da Federação Mundial de Surdos. O prefeito de Bat Yam, Menachem Rothschild, participou da cerimônia de abertura. Durante a conferência, Shem Tov deu um presente ao doutor Dragolijub Vukotic, o presidente da Federação Mundial que participou do evento.
Acha operava e trabalhava na Casa Helen Keller em Tel Aviv, ao lado de sua filial em Tel Aviv. Shem Tov conhecia muitos membros da Acha, pois era escolhido por eles a cada ano como delegado da filial de Tel Aviv nas eleições democráticas, e como presidente da Acha nas Assembleias Gerais da Acha, que eram realizadas de acordo com a lei israelense de associações voluntárias. Shem Tov também conhecia a Língua de Sinais Judaica Argelina, pois havia surdos da Argélia na filial de Tel Aviv. Na Casa Helen Keller, também estavam a Organização de Esportes dos Surdos de Israel (Asach) e uma escola para alunos surdos. O diretor da escola era empregado pela Acha, e Shem Tov conhecia também os surdos desde a juventude. Em 1985, durante uma reorganização da Casa Helen Keller, a pedido da filial de Tel Aviv, o andar superior do dormitório foi transferido para a Asach, que estava anteriormente localizado em uma pequena sala no térreo da Casa Helen Keller, e a escola foi transferida para Onim.
Além de seu liberalismo e abertura para com os surdos, Shem Tov acompanhava a equipe da Acha, que em sua maioria era formada por ouvintes, e substituía os diretores executivos quando necessário. Shem Tov também manteve os interesses da Acha junto a órgãos governamentais e a organizações não governamentais semelhantes. Uma organização cujo nome era Shema operava clubes para alunos surdos e com deficiência auditiva, e solicitava ao Ministério da Educação [en] uma parte de fundos anual, que foi estabelecida por Shem Tov. Após o Ministério da Educação confirmar a participação da Shema e da Micha nas receitas da arrecadação, Shem Tov iniciou a ideia de estabelecer a Associação de Juventude Silenciosa, uma subsidiária sem fins lucrativos da Acha, para financiar atividades para menores de dezoito anos. A ideia não foi aceite pela Assembleia Geral da Acha e acabou sendo abandonada.

### Cursos de Liderança para Surdos
Shem Tov aprovou os cursos de liderança para pessoas surdas, que duraram quatro ciclos consecutivos, e cada ciclo tinha a duração de um ano. Os participantes aprenderam a definir metas para conduzir seu público até o objetivo. Um exemplo de meta é uma festa no clube. A turma foi composta por jovens surdos de Israel, que foram selecionados em sorteios preliminares conduzidos pelos próprios candidatos, quando ativistas veteranos da Acha os observaram e depois participaram da escolha final, ao lado da avaliação dos próprios jovens.
Nos cursos de liderança, os participantes surdos se reuniam uma vez por semana em Tel Aviv e adquiriram conhecimentos sobre a liderança de clubes através do aprendizado de civismo, trabalho em equipe, iniciativa e criatividade, jogos de simulação (não em um computador, mas com pessoas reais), comunicação, condução de reuniões, tomada de decisões e conceitos básicos em serviço social. A Fundação Seidel financiou a participação dos alunos em vários finais de semana, durante os quais os alunos receberam palestras de profissionais das áreas de Comunicação Interpessoal, Estudos da Terra de Israel e Otorrinolaringologia, com interpretação para a Língua de Sinais Israelense. Ao final de cada curso, o Ministério do Trabalho e Bem-Estar Social concedia aos alunos os certificados, que eram assinados por Shem Tov juntamente com o Ministério do Trabalho e Serviços Sociais. O próprio Shem Tov participou do curso de liderança em 1983, caminhou de aluno em aluno, conversou com todos e conheceu cada um pessoalmente.
Os cursos foram realizados por quatro anos, até 1986. Nos três primeiros anos, os alunos eram selecionados no início de cada ano. No quarto ano, participaram bons alunos dos anos anteriores, e vários ativistas veteranos da Acha se juntaram a eles, incluindo Shem Tov, que participou do curso como aluno em tempo integral.
A pedido da filial de Jerusalém da Acha em 1986, Shem Tov aprovou um curso de liderança para os membros da filial de Jerusalém. O curso foi financiado pela Acha e ensinou aos participantes surdos selecionados de Jerusalém o que era um clube, gestão de clube, democracia e trabalho em equipe com interpretação em linguagem de sinais. Graças ao curso em Jerusalém, Zamir Levy, que havia disputado continuamente com Shem Tov antes do curso, foi escolhido como presidente da filial de Jerusalém todos os anos até 2024.

## Família
Em 1952, ele se casou com Fina, uma mulher surda que faleceu depois dele. Eles deram à luz uma filha e um filho, Ofra e Avner, que eram ouvintes.
Galeria
- Moshe Shem Tov recebe Dragoljub Vukotić [it], o presidente da Federação Mundial de Surdos, e lhe entrega um presente na Quarta Conferência Internacional sobre Surdez em Bat Yam, 1973.
- Casa Helen Keller em Tel Aviv, 2016. À direita: primeiro andar: filial de Tel Aviv; segundo andar: Acha; terceiro andar: Asach. À esquerda: o salão central, para conferências, festas e Assembleias Gerais.
- Cerimônia de inauguração da Casa Helen Keller, reformada em Tel Aviv em 1987, após financiamento para as reformas do filantropo Leon Moe. Da esquerda para a direita: Chaim Apter, ex-presidente da Acha e secretário da Organização Mundial dos Judeus Surdos; o prefeito de Tel Aviv, Shlomo Lahat; Moshe Shem Tov; Chava Savir, CEO da Acha; Leon Moe; Yehuda Zino, diretor da Casa Helen Keller.[11]
- Eti Schwerzberg (centro), presidente da Acha, e Mirit Eliyahu (direita), membro do conselho da Acha, entregam um certificado de agradecimento a Moshe Shem Tov para Ofra (esquerda), sua filha, Casa Helen Keller, julho de 2024.